# Артем'єво (Міжріченський район)
Арте́м'єво (рос. Артемьево) — присілок у складі Міжріченського району Вологодської області, Росія. Входить до складу Старосільського сільського поселення.

## Населення
Населення — 5 осіб (2010; 8 у 2002).
Національний склад (станом на 2002 рік):
- росіяни — 100 %